# Mogo de Malta
Mogo de Malta is een plaats (freguesia) in de Portugese gemeente Carrazeda de Ansiães en telt 141 inwoners (2001).